# 高橋寿太郎 (不動産コンサルタント)
高橋 寿太郎（たかはし じゅたろう、1975年 - ）は、日本の不動産コンサルタント、創造系不動産株式会社 代表取締役、神奈川大学教授。経営学修士（MBA）。
大阪府生まれ。

## 略歴
京都工芸繊維大学に在学中、建築家の岸和郎に師事。2000年に同大学院を修了。古市徹雄都市建築研究所、不動産会社勤務を経て、2011年に創造系不動産株式会社を設立。
2022年、神奈川大学建築学部教授に着任。

## 主な不動産コンサルティングの仕事
- 『イマケンビル』の不動産コンサルティング。事業企画、資金調達、リーシング、運営を担当。
- 『蒲田の集合住宅』の不動産コンサルティング。事業企画、資金調達、リーシングを担当。新建築2023年2月号に掲載（ISBN：049050223）
- 『神田神保町武田ビル再生』の不動産コンサルティング。事業企画、プロジェクトマネジメント、リーシングを担当。新建築2023年8月号に掲載（ISBN：049050823)

他多数

## 主な受賞歴
2016年6月 - 東京建築士会『第２回これからの建築士賞』
2016年10月 - 日本デザイン振興会『グッドデザイン賞2016』（カナエル神奈川西支店・ディレクターとして受賞）
2017年10月 - 日本デザイン振興会『グッドデザイン賞2017』（OREC green lab 長野・ディレクターとして受賞）
2019年10月 - 日本デザイン振興会『グッドデザイン賞2019』（堀口珈琲横浜ロースタリー・プロデューサーとして受賞）

## 著書
- 高橋寿太郎: 『建築と不動産のあいだ-そこにある価値を見つける不動産思考術』 学芸出版社、2015年4月、256頁、ISBN：978-4-7615-2594-1
- 高橋寿太郎: 『建築と経営のあいだ-設計事務所の経営戦略をデザインする』 学芸出版社、2020年1月、312頁、ISBN：978-4-7615-2729-7
- JCAABE編 連健夫他著: 『建築系のためのまちづくり入門』 学芸出版社、2021年9月、255頁、ISBN：978-4-7615-2792-1
- 高橋寿太郎監修、佐竹雄太他著『建築学科のための不動産学基礎』学芸出版社、2020年12月、315頁、ISBN：978-4-7615-2763-1